# 어떤 영웅
"어떤 영웅"(페르시아어: قهرمان)은 2021년 개봉한 이란의 드라마 영화이다. 아시가르 파르하디가 감독과 각본을 맡았다. 2021년 칸 영화제 심사위원대상 공동수상작이자 황금종려상 경쟁후보작이다.

## 출연
- 아미르 자디디 - 라힘 역
- 모흐센 타나반데흐 - 바람 역
- 사하르 골두스트 - 파크혼데 역
- 페레슈테 사드레 오라파이 - 라드메흐 역
- 사리나 파르하디 - 나자닌 역[1]